# ExtendedancEPlay
ExtendedancEPlay je EP s četiri pjesme britanskog rock sastava Dire Straits, izdan 1983. godine. Ponekad se i naziva Twisting by the Pool prema prvoj pjesmi.
EP je nekarakteristično izdanje Dire Straitsa s obzirom na njihove obično spore i suzdržane pjesme, jer gotovo sve pjesme su brzog tempa s jazz ili swing ozračjem.
Na svom originalnom izdanju u Ujedinjenom Kraljevstvu, EP je sadržavao samo tri pjesme. Za sjevernoameričko izdanje je dodana pjesma "Badges, Posters, Stickers and T-Shirts", koja je bila 'B' strana singlu "Private Investigations" (s albuma Love Over Gold)  izdanom 1982. godine u Ujedninjenom Kraljevstvu.  

## Popis pjesama
Sve pjesme je napisao Mark Knopfler.

### Izdanje u Ujedinjenom Kraljevstvu
Prva strana:
1. "Twisting by the Pool" – 3:28

Druga strana:
1. "Two Young Lovers" – 3:22
2. "If I Had You" – 4:15

### Izdanje u SAD-u
Prva strana:
1. "Twisting by the Pool" – 3:28
2. "Badges, Posters, Stickers, T-Shirts" – 4:47

Druga strana:
1. "Two Young Lovers" – 3:22
2. "If I Had You" – 4:15

## Osoblje
- Mark Knopfler – gitara, vokali
- Hal Lindes – ritam gitara, prateći vokali
- Alan Clark – klavir, električne orgulje, sintesajzer
- John Illsley – bas-gitara, prateći vokali
- Terry Williams – bubnjevi

### Dodatno osoblje
- Pick Withers – bubnjevi na pjesmi "Badges, Posters, Stickers, T-Shirts"
- Mel Collins – saksofon na pjesmi "Two Young Lovers"

## Glazbene liste

### EP
| Godina | Glazbena lista | Pozicija |
| ------ | -------------- | -------- |
| 1983.  | SAD            | 53.      |

### Singlovi
| Godina | Pjesma               | Novi Zeland | Norveška | Švicarska | Švedska | Ujedinjeno Kraljevstvo |
| ------ | -------------------- | ----------- | -------- | --------- | ------- | ---------------------- |
| 1983.  | Twisting by the Pool | 1.          | 6.       | 11.       | 13.     | 14.                    |